# Sarandi (Paraná)
Sarandi est une municipalité brésilienne située dans l'État du Paraná.